# Cinco Villas (Navarra)
Cinco Villas de la Montaña o simplemente Cinco Villas (en euskera: Bortziriak o Bortzerriak) es una comarca y una subzona situada a ambos lados del río Bidasoa, en el norte de la Comunidad Foral de Navarra (España). Limítrofe con Francia y la provincia de Guipúzcoa, se compone de los cinco municipios de Aranaz, Yanci, Lesaca, Echalar y Vera de Bidasoa y forma parte de la Merindad de Pamplona. Es una zona de mayoría vascófona.

## Geografía física
Las cinco localidades se asientan a ambos lados del río Bidasoa y su paisaje, de un intenso color verde, se encuentra salpicado de caseríos entre los prados, helechales y bosques de pinos, robles, hayas y castaños.

### Situación
La comarca se encuentra situada en el noroeste de la Comunidad Foral de Navarra dentro de la región geográfica denominada Montaña de Navarra. La comarca tiene 262,1 km² de superficie y forma parte de los Valles Cantábricos. Limita al norte con Francia (Labort, departamento de Pirineos Atlánticos), al este con la comarca de Baztán, al sur con la de Alto Bidasoa y al oeste con la de Norte de Aralar y el territorio histórico de Guipúzcoa en el País Vasco (comarca del Bajo Bidasoa).

### Hidrología
El río Bidasoa cruza este territorio de sur al norte, formando un valle, aunque no encajonado, haciéndose esto más potente en la localidad de Vera de Bidasoa.

## Historia
Aranaz, Yanci, Lesaca, Echalar y Vera de Bidasoa forman las denominadas "Cinco Villas de la Montaña o de Navarra". Se trata de cinco pueblos con categoría histórica de villas y cuya personalidad ha estado marcada por su proximidad con las fronteras y la existencia entre los siglos XVI-XIX de los primeros talleres industriales, las ferrerías.
Las Cinco Villas dejaron de ser, con la llegada de la industrialización, una comarca principalmente rural y es aquí donde se concentra la mayor parte de la industria de la zona norte de Navarra.

## Municipios
La Comarca de las Cinco Villas está formada por cinco municipios, que se listan a continuación con los datos de población, superficie y densidad, correspondientes al año 2017 según el INE. 
| Municipio       | Población | Superficie | Densidad |
| --------------- | --------- | ---------- | -------- |
| Aranaz          | 623       | 31,71      | 19.65    |
| Echalar         | 808       | 46,28      | 17.46    |
| Lesaca          | 2737      | 55,56      | 49.26    |
| Vera de Bidasoa | 3763      | 35,33      | 106.51   |
| Yanci           | 626       | 16,56      | 37.8     |

## Administración
Los cinco municipios que forman la comarca están integrados en la Mancomunidad de Bortziriak-Cinco Villas, un ente local supramunicipal que gestiona el servicio de recogida y tratamiento de residuos urbanos.